# 洲本市立青雲中学校
洲本市立青雲中学校（すもとしりつ せいうんちゅうがっこう）は、兵庫県洲本市にある公立中学校。通称は「青雲」（せいうん）。

## 沿革
- 1948年
  - 8月 - 洲本市立洲本第二中学校として設立
  - 10月 - 現在の名称に変更
- 1981年 - 屋内運動場完成
- 1992年 - パソコン室完成
- 1994年 - 渇水対策タンク設置
- 2001年 - 朝の読書開始
- 2002年 - 学校週5日制実施
- 2004年 - 校舎東側の耐震改修実施
- 2007年 - 体育館改修工事終了
- 2013年9月3日 - 学校給食開始

## 年間行事
- 4月：入学式
- 5月：トライやる・ウィーク、修学旅行
- 6月：（修学旅行）
- 9月：体育会
- 11月：文化祭
- 3月：卒業式

## 校区
- 洲本市立洲本第三小学校（外町地区を除く）
- 洲本市立大野小学校
- 洲本市立加茂小学校

## 部活動

### 運動部
- 野球部
- サッカー部
- ソフトボール部
- バスケットボール部
- ソフトテニス部
- 女子バレーボール部
- 卓球部
- 陸上競技部

### 文化部
- 吹奏楽部
- 美術部
- コンピューター部
- 手芸部

## 校歌
淡路富士（先山）が歌詞にあるが、本校から淡路富士を望むことはできない。

## 周辺
- 国道28号（洲本バイパス）
- 洲本市スポーツセンター

## 通学区域が隣接している学校
- 洲本市立五色中学校
- 洲本市立洲浜中学校
- 洲本市立由良中学校
- 南あわじ市・洲本市小中学校組合立広田中学校
- 南あわじ市立三原中学校

## 出身者
- キムラ緑子（女優）[1]
- 朝岡勲（大相撲力士、元幕内）